# Jodellavitanonhocapitouncazzo
Jodellavitanonhocapitouncazzo è un singolo del rapper italiano Caparezza, pubblicato l'8 ottobre 2004 come sesto estratto dal secondo album in studio Verità supposte.

## Descrizione
Il titolo del brano è formato dall'unione tra il termine «jodel» (dato che il ritornello della canzone è una rivisitazione di questa tecnica vocale) e la frase «Io della vita non ho capito un cazzo». È quella la base del brano, che va a smentire tutti i pezzi precedenti dell'album, dove il cantante critica ironicamente la società e la cultura italiana. Caparezza fornisce una visione di sé stesso umoristica ma nel contempo umana.

## Video musicale
Il Video musicale è stato pubblicato sul canale YouTube del rapper il 12 marzo 2011. E' animato come un cartone animato in Computer grafica, con un'animazione volutamente brutta. In esso Caparezza, rinchiuso in un ospedale psichiatrico, grazie all'aiuto del Caparezzino (una sua versione in miniatura) riesce a inscenare la sua morte e a scappare nel suo paese natale (la monnezza, riferimento a Dualismi, la traccia precedente dell'album).

## Tracce
1. Jodellavitanonhocapitouncazzo (Album Version) – 4:09

## Formazione
Musicisti
- Caparezza – voce, Triton, MPC, air FX
- Alfredo Ferrero – chitarra
- Kojay Gutzemberg – jodel

Produzione
- Carlo U. Rossi – produzione, arrangiamento, missaggio
- Antonio Baglio – mastering